# Абатуров, Иван Николаевич
Ива́н Никола́евич Абату́ров (псевдоним — А́нна Васи́льевна Коробко́ва; род. 20 мая 1985, Свердловск) — российский серийный доносчик, систематически пишущий в российские государственные органы по поводу активистов Екатеринбурга и критиков российских властей. Также занимался журналистикой и преподавательской деятельностью.
Согласно расследованию Александры Архиповой, опубликованному в декабре 2024 года, с весны 2022 года Абатуров использовал псевдоним Анна Васильевна Коробкова для написания доносов на жителей России, выступавших против российского вторжения в Украину или дававших комментарии СМИ из российского реестра «иностранных агентов». По словам самой «Коробковой», за два года от её имени было написано более 1300 доносов.
Иван Абатуров был многолетним участником русского раздела Википедии и Викиновостей. Под ником «Аркадий2023» Иван Абатуров в Википедии сам написал статью об «Анне Коробковой», ставшую частью расследования с её разоблачением. Вскоре после выхода расследования Архиповой был заблокирован в Википедии, а 31 марта 2025 года шесть его учётных записей были глобально заблокированы во всех проектах Фонда Викимедиа.

## Биография
Иван Абатуров родился 20 мая 1985 года в Свердловске. В 2008 году окончил магистратуру исторического факультета Уральского государственного университета. Согласно расследованию Русской службы Би-би-си, в ходе обучения Абатуров угрожал одной из преподавательниц за, по его мнению, заниженные оценки, а его бабушка несколько раз приходила к преподавателям в учебное заведение «выяснять отношения, почему ему вместо пятёрки ставят четвёрку».
В 2009 году был аспирантом кафедры философии и культурологии Российского государственного профессионально-педагогического университета.

### Дело о драке со студентом
В 2013 году во время работы Абатурова преподавателем Екатеринбургского монтажного колледжа в Ленинском суде Екатеринбурга на него завели уголовное дело по статье 116 уголовного кодекса (побои): Абатуров обвинялся в избиении студента. Согласно решению апелляционного суда, Абатуров получил штраф в размере пяти тысяч рублей. После драки Абатуров был уволен из колледжа и начал оставлять негативные отзывы о колледже в интернете. По версии Абатурова, студенты бросались в него различными предметами, а избиение студента было инсценировано. Решение апелляционного суда не удовлетворило Абатурова, и он направил в Конституционный суд ряд жалоб на нарушение своих конституционных прав во время рассмотрения дела; Русская служба Би-би-си нашла более десятка ответов на жалобы, последний из которых датирован 2022 годом.
Абатуров написал статью о судебном процессе в русскоязычном разделе Викиновостей, назвав себя «корреспондентом» и умолчав о своей роли в качестве подсудимого.

## Обращения и доносы
Начиная по меньшей мере с 2015 года Абатуров писал различные обращения в органы власти. Отсканированные копии ответов он загружал на Викисклад. В конце 2010-х годов Абатуров стал активно посещать общественные мероприятия в Екатеринбурге, в частности — посещал Ельцин-центр и ежемесячную акцию в поддержку политзаключённых. Из-за того что Абатуров представлялся журналистом и писал статьи для проекта Викиновости, долгое время правозащитники сами звали его на акции и судебные заседания. По словам анонимного собеседника Русской службы Би-би-си, многие активисты знали, что Абатуров пишет доносы, но не могли воспрепятствовать посещению им мероприятий. К примеру, в 2020 году Абатуров написал донос на физика и правозащитника Сергея Зыкова, отследив его на одном из пикетов.
Абатуров публично выступал в поддержку доносчиков при сталинизме. В 2019 году Иван Абатуров на своей странице Вконтакте писал: «Журналист при Сталине был ходячей прокуратурой. Я тоже такой быть хочу!».

### «Анна Коробкова»
После вторжения России в Украину в 2022 году Абатуров стал использовать псевдоним «Анна Васильевна Коробкова» для угроз и доносов, связанных с российско-украинской войной, на жителей России. Со слов лица, представившегося «Коробковой», за период с 24 февраля 2022 года по 24 февраля 2023 года «Коробкова» направила в электронном виде 764 доноса, а за два года написала более 1300 доносов. «Коробкова» писала доносы на любого, чьи публичные заявления доносчик посчитал неугодными, в том числе — на российских военнопленных, дававших интервью украинским журналистам, и на людей, которые давали комментарии СМИ, внесённым в российские списки «иностранных агентов». Свою деятельность она объясняла желанием создать среди экспертов и политической оппозиции атмосферу страха, мотивом было названо нежелание платить репарации за ведение Россией агрессивной войны против Украины.
В январе 2024 года интернет-издание «Кедр.медиа» сообщило о прекращении работы в связи с поступавшими угрозами сотрудникам, упомянув в том числе угрозы от «Анны Коробковой».
Под псевдонимом Абатуров отправил несколько писем с угрозами историку и председателю Екатеринбургского общества «Мемориал» Алексею Мосину, который был его научным руководителем в 2008 году. По словам Мосина, Абатурова он взял тогда из жалости, поскольку с ним отказались работать все остальные преподаватели Уральского государственного университета.

## Разоблачение Коробковой

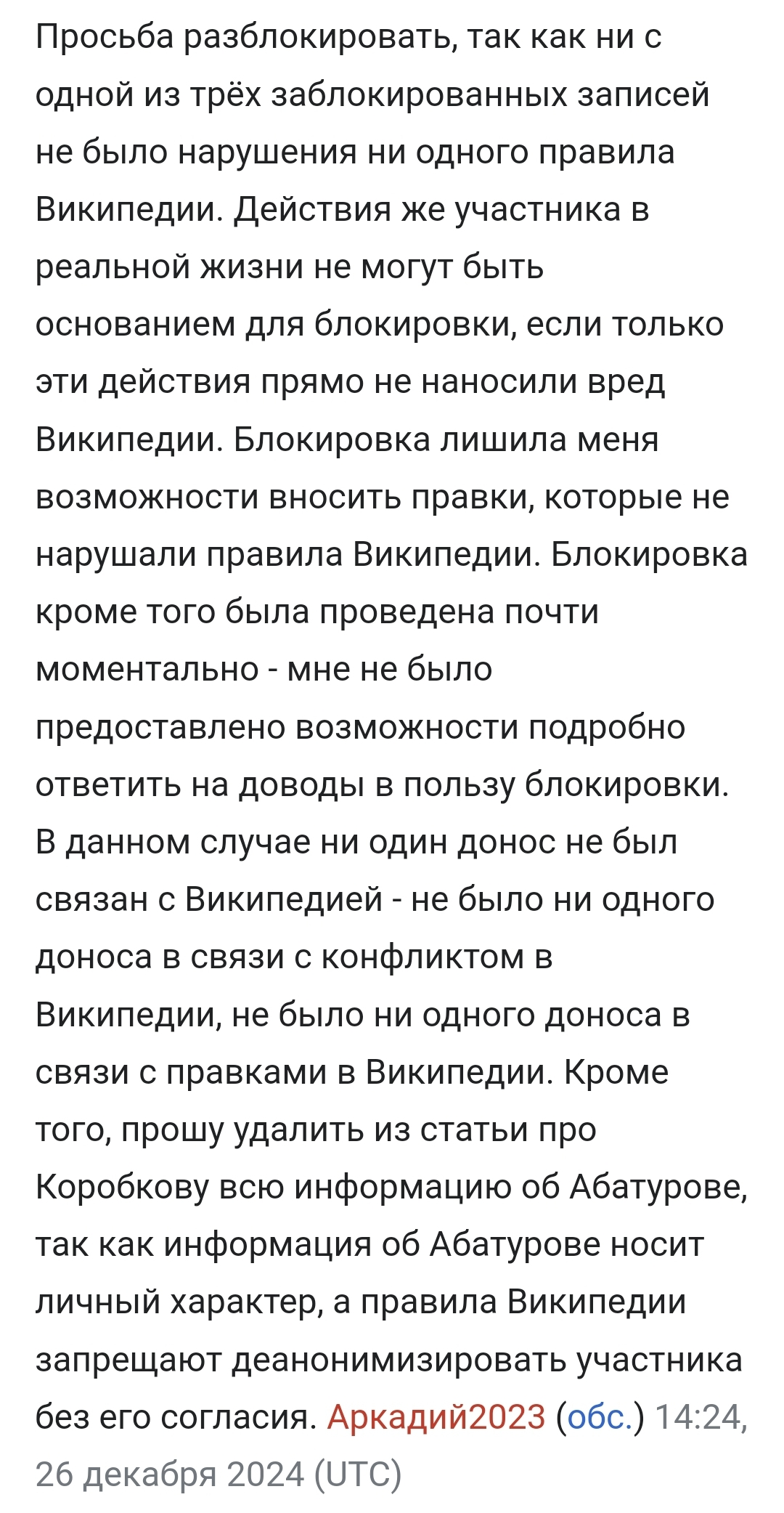
Просьба Ивана Абатурова с учётной записи своего виртуала о разблокировке в Википедии. В этом тексте Абатуров впервые публично делает признание от своего лица о своём серийном доносительстве

Согласно публикации Русской службы Би-би-си, с началом активной деятельности «Анны Коробковой» в 2022 году некоторые общественники Екатеринбурга стали подозревать, что под этим именем скрывается Абатуров, отмечая сходство стиля текстов Абатурова и «Коробковой».
Осенью 2022 года от имени «Анны Коробковой» разным институтам поступили семь доносов с требованиями уволить социального антрополога Александру Архипову из-за её интервью телеканалу «Дождь» о российском вторжении в Украину и передать материалы на Архипову в прокуратуру по обвинению в «дискредитации» российских военнослужащих. Архипову заинтересовали структура и специфический язык доносов «Коробковой», и с февраля 2023 по конец 2024 года она собрала базу текстов «Коробковой» из 74 доносов и угроз другим жертвам, а также из переписки «Коробковой» с самой Архиповой и писем журналистам, которым «Анна Коробкова» давала исключительно текстовые интервью и рассказывала свою биографию без верификации личности. Проанализировав текст, Архипова пришла к выводу, что их писал один человек, а не несколько, и что характер деятельности «Коробковой» указывает на её проживание в Екатеринбурге.
В начале декабря 2024 года Александра Архипова обнаружила в Википедии статью о «Коробковой» за авторством Ивана Абатурова, имевшую схожий стиль с доносами и содержавшую отсканированные ответы российских государственных структур «Коробковой», не являвшиеся до этого публичными. Лингвист Даниил Скоринкин помог составить стилометрический анализ статьи и базы текстов «Коробковой», который подтвердил стилистическую близость текстов и то, что статью и доносы мог написать один и тот же человек. Архипова отметила, что Абатуров и Коробкова имеют схожие детали биографий, а совместный со Скоринкиным анализ указал на идентичность структур их текстов при наличии отличий от текстов других доносчиков. Исследователи привели в пример цитату «Коробковой» «Я всецело поддерживаю спецоперацию Вооружённых сил Российской Федерации на территории Украины. Я против любого нарушения закона», вариации которой регулярно встречаются в доносах, и используемую Абатуровым формулировку «Я против любого нарушения закона», которая, по словам исследователей, в НКРЯ «встречается считанные разы на сотни миллионов словоупотреблений».
26 декабря 2024 года Русская служба Би-би-си опубликовала совместное с Архиповой расследование, подтвердившим, что под личиной «Анны Коробковой» скрывался Иван Абатуров. Сам Абатуров после выхода расследования сперва отказывался от комментариев, а после коротко ответил журналистам: «Вы ошиблись». Он заявлял, что не видит смысла в длинном ответе.
Вскоре после разоблачения Иван Абатуров был бессрочно заблокирован в Википедии. Сам Абатуров уральскому изданию «Вечерние ведомости» заявил: «То, что меня выперли публично из Википедии, это даже хорошо». Однако с аккаунта «Аркадий2023», по словам лингвиста Скоринкина, была попытка оспорить эту блокировку. Созданная Абатуровым в Википедии страница о «Коробковой» стала страницей о нём.
31 марта 2025 года шесть его учёток Иван Абатуров, IvanA, Аркадий2023, Смолин86, Зенков Сергей и Акура были глобально заблокированы во всех проектах Фонда Викимедиа.

## Комментарии
1. ↑  В 2018 году Сергея Зыкова оштрафовали за участие в акции Алексея Навального на 10 тысяч рублей,  но когда Зыков попытался оплатить штраф мелкими монетами, ему заменили штраф на 20 часов обязательных работ[1]. В 2018 году репортаж на Викиновостях об этом суде написал сам Иван Абатуров[1]. Но в 2020 году Абатуров решил обвинить Зыкова в «уклонении от обязательных работ» и написал на него свой донос[1].